# 普克尤拉區
普克尤拉區（西班牙語：Distrito de Pucyura），是秘魯的一個區，位於該國南部庫斯科大區的安塔省，始建於1942年9月30日，面積37.75平方公里，海拔高度3,351米，2005年人口3,912，人口密度每平方公里100人。